# Вашичек, Владимир
Владимир Вашичек (чеш. Vladimír Vašíček; 29 сентября 1919 — 29 августа 2003) — чешский художник.
Один из первых классиков чешской художественной школы Второй мировой войны. Писал произведения в стилях модерн и абстракционизм.